# Nye Borgerlige
Nye Borgerlige er et nationalkonservativt og økonomisk liberalt dansk politisk parti Partiets formand har siden 16. april 2024 været Martin Henriksen, der er tidligere folketingsmedlem for Dansk Folkeparti. Henriksen meddelte i april 2025, at han ikke ville genopstille som formand for partiet ved dets landsmøde senere på måneden. På dette landsmøde valgte partiet Susanne Borggaard som ny Politisk leder. Nye Borgerlige er pr. april 2025 ikke repræsenteret i Folketinget, men har nogle mandater i landets byråd.
Partiet blev stiftet i efteråret 2015 af Pernille Vermund og Peter Seier Christensen. Det fik valgt fire mandater ved folketingsvalget 2019 og seks ved folketingsvalget 2022, men mistede i løbet af de næste par år hele sin folketingsgruppe, da fem medlemmer, herunder partiformanden Pernille Vermund, efterhånden forlod partiet af forskellige grunde og endte i andre partier, mens det sjette og sidste folketingsmedlem Peter Seier Christensen har været langtidssygemeldt siden 2022, dog uden at nedlægge sit mandat, eller gå på orlov.
På et ekstraordinært årsmøde i april 2024 blev et forslag om at nedlægge partiet afvist af et overvældende flertal af de fremmødte, og Martin Henriksen blev valgt til ny formand.
Partiet opstiller med partibogstavet D.
Partiet havde i oktober 2023 ifølge dets egen angivelse ca. 6.500 betalende medlemmer.

## Historie

### Partiets start
Den 24. september 2015 annoncerede Pernille Vermund, der var tidligere byrådsmedlem i Helsingør Kommune for Det Konservative Folkeparti og tillige folketingskandidat, at hun var i gang med etablere et nyt parti i samarbejde med Peter Seier Christensen og Svend Pedersen under arbejdstitlen Vi Konservative. Den 19. oktober 2015 præsenterede partiet sit navn – Nye Borgerlige. I løbet af januar og februar 2016 blev partiets første 10 lokalafdelinger stiftet. I begyndelsen af februar 2016 fik partiet sin første kommunale repræsentation, da de to medlemmer fra borgerlisten Det Nye Allerød i Allerød Kommunes kommunalbestyrelse meldte sig ind i Nye Borgerlige. I oktober 2016 blev partiet officielt opstillingsberettiget til Folketinget og fik partibogstavet D.
Ved kommunalvalget i november 2017 blev den tidligere konservative Mette Thiesen valgt ind i Hillerød Byråd for Nye Borgerlige, men partiet mistede alle sine øvrige pladser i by- og regionsråd.

### 2019-2022
Nye Borgerlige var ikke opstillet ved europaparlamentsvalget i 2019. Ved folketingsvalget samme år opnåede partiet 2,4 % af stemmerne og blev repræsenteret med fire mandater i Folketinget, og ved kommunal- og regionsrådsvalget 2021 fik partiet valgt repræsentanter ind i alle fem af landets regionsråd og i 59 af landets kommunalbestyrelser. I februar 2021 var partiet ifølge partiets oplyste medlemstal tredjestørst blandt danske partier, kun overgået i medlemstal af Socialdemokratiet og Venstre. Senere satte flere avisartikler dog spørgsmålstegn ved den officielle medlemsopgørelse, der også talte personer med, som ikke betalte kontingent til partiet.
Ved folkeafstemningen om EU-forsvarsforbeholdet anbefalede Nye Borgerlige at stemme nej.

### 2022-2024
Ved folketingsvalget 2022 opnåede partiet 3,7% af stemmerne, svarende til seks mandater. Men seks dage efter folketingsvalgets afholdelse meldte folketingsmedlem Mette Thiesen for Nye Borgerlige sig ud af partiet og blev løsgænger efter interne stridigheder, der bundede i korporligheder mellem Thiesens daværende kæreste og medarbejdere til partiets valgfest.
Den 10. januar 2023 meddelte Pernille Vermund, at hun ønskede at stoppe som partiets formand. Folketingsmedlemmet Lars Boje Mathiesen blev derpå valgt som ny partiformand på det efterfølgende ekstraordinære årsmøde den 7. februar. Som følge af formandsskiftet brød det nyvalgte folketingsmedlem Mikkel Bjørn den 24. januar med partiet og skiftede over til Dansk Folkeparti. I marts 2023 blev Lars Boje Mathiesen pludselig afsat som formand og ekskluderet fra partiet efter en strid med forretningsudvalget og hovedbestyrelsen om finansiering og et krav fra Mathiesen om formandshonorar. Herefter havde partiet tre medlemmer i Folketinget. Vermund meddelte derpå, at hun igen stod til rådighed som leder af partiet, og på partiets årsmøde i oktober 2023 blev hun atter valgt som formand. På årsmødet understregede hun, at hun nu var formand uden udløbsdato. Uroen omkring partiets ledelse medførte, at 2023 blev et omtumlet år for partiet, der udover at få halveret sin folketingsgruppe mistede flere tusinde medlemmer og en række byrådsmedlemmer. Af de 64 lokalpolitikere, der blev valgt i november 2021, var 40 tilbage i oktober 2023.

#### Forslag om nedlæggelse og ekstraordinært årsmøde
10. januar 2024 meddelte Pernille Vermund på sine sociale medier, at partiets folketingsgruppe ville nedlægge sig selv, og at partiets hovedbestyrelse havde vedtaget, at partiet skulle nedlægges. Selve nedlæggelsen skulle dog ske efter flere generalforsamlinger i partiet. Pernille Vermund begrundede ønsket om nedlæggelse med, at der er for mange borgerlige partier i Danmark, og at det er bedre at samle de borgerlige kræfter i færre partier. I første omgang blev partiets folketingsmedlemmer løsgængere, men Vermund sluttede sig til Liberal Alliance efter en uge. Der skulle afholdes to ekstraordinære generalforsamlinger, hvor to tredjedele af de stemmeberettigede skulle stemme for at nedlægge partiet, for at forslaget skulle blive til virkelighed.
Mange medlemmer var imod at nedlægge partiet. 11. januar havde både Nis Otto Kristensen, som er formand for lokalforeningen i København, og Githa Nelander, som er medlem af regionsrådet i Region Sjælland og Næstved Byråd, meldt sig som kandidater til formandsposten i en videreførelse af partiet. Omkring 100 partimedlemmer som var samlet til et møde 20. januar, bakkede op om at fortsætte partiet. Martin Henriksen blev på mødet foreslået som formandskandidat, og han annoncerede sit kandidatur til formandsposten 22. februar 2024. I februar 2024 blev det klart, at den ene af partiets stiftere, folketingsmedlem Peter Seier Christensen fortsat var medlem af partiet, men var blevet ekskluderet af folketingsgruppen under sit fravær som sygemeldt. Han var dermed officielt løsgænger i Folketinget. Det ekstraordinære årsmøde april 2024 afviste at nedlægge partiet og valgte en ny ledelse med Martin Henriksen som formand.

### 2024-2025
Partiets arbejde med at indsamle underskrifter for at blive opstillingsberettiget ved det kommende folketingsvalg gik trægt. Et år efter beslutningen om at videreføre partiet og Henriksens valg til partiformand var der indsamlet 1.469 erklæringer ud af de nødvendige 20.195. Flere partimedlemmer meddelte, at de ville udfordre Henriksen på formandsposten ved det kommende landsmøde. Henriksen meddelte den 4. april 2025, at han ikke selv ville genopstille, men helt forlade dansk politik.

## Politisk profil
Politisk repræsenterer partiet nationalkonservative synspunkter og kombinerer dette med en udpræget liberal tilgang til den økonomiske politik. Ved stiftelsen beskrev formanden Pernille Vermund partiets politik som en kombination af Liberal Alliances økonomiske politik og Dansk Folkepartis værdipolitik. Med denne kombination er partiet placeret til højre på den politiske skala, både hvad den fordelingspolitiske og den værdipolitiske dimension angår.
Partiets fem grundprincipper er:
- "Et stærkt kulturelt værdifællesskab"
- "Mindre stat, mere menneske"
- "Fælles ansvar for samfundets svageste"
- "Fornuftig beskyttelse af naturværdier"
- "Frihed, folkestyre og national suverænitet"

Partiet ønsker dansk udmeldelse af EU og udviser ifølge sit principprogram "en utvetydig modstand mod konventioner og overstatslige aftaler, der begrænser det danske folkestyre".

### Udlændingepolitik
Partiet går ind for en restriktiv indvandringspolitik. Det ser integration som den enkeltes personlige ansvar og ikke en offentlig opgave. Partiet mener desuden at kriminelle udlændinge skal udvises efter første dom, samt at Danmark skal forlade internationale konventioner der regulerer flygtninge.

### Økonomisk politik
I 2021 fremlagde Nye Borgerlige en økonomisk plan ved navn Planen – for et mere borgerligt Danmark. Ifølge planen vil partiet sænke en række skatter med tilsammen over 100 mia.kr., finansieret ved at afskaffe 100.000 stillinger i det offentlige, ved lavere overførselsindkomster og ved at spare knap 140 milliarder kroner på det offentlige forbrug.

### Værdipolitik
Partiet er kritisk overfor hvad det betegner som "woke-ideologien", og mener at der er et for stort fokus på homoseksualitet i Danmark.

## Valgresultater

### Folketingsvalg
| Valg | Leder            | Stemmer | %   | Mandater | +/– | Regering   |
| ---- | ---------------- | ------- | --- | -------- | --- | ---------- |
| 2019 | Pernille Vermund | 83.201  | 2,4 | 4 / 175  | 4   | Opposition |
| 2022 | Pernille Vermund | 129.524 | 3,8 | 6 / 175  | 2   | Opposition |

### Kommunalvalg
| Valg | Stemmer | %    | Mandater   | +/– |
| ---- | ------- | ---- | ---------- | --- |
| 2017 | 29.073  | 0,92 | 1 / 2.432  | 1   |
| 2021 | 107.103 | 3,57 | 65 / 2.436 | 64  |

Flere af de valgte har forladt Nye Borgerlige siden valget i 2021. 27. marts 2023 havde partiet 42 kommunalbestyrelsesmedlemmer, og 30. januar 2024 27 kommunalbestyrelsesmedlemmer.

### Regionsvalg
| Valg | Stemmer | %   | Mandater | +/– |
| ---- | ------- | --- | -------- | --- |
| 2017 | 37.292  | 1,2 | 0 / 205  | 0   |
| 2021 | 120.078 | 4,2 | 8 / 205  | 8   |

## Formænd
- 2015-2023: Pernille Vermund
- 2023: Lars Boje Mathiesen
- 2023-2024 Pernille Vermund
- 2024-2025 Martin Henriksen
- 2025 - Susanne Borggaard

### Lokalforeninger
Partiet har 68 lokalafdelinger, der tilsammen dækker samtlige 92 opstillingskredse.

### Ungdomsorganisation
Nye Borgerliges Ungdom (NBU) blev i 2015 stiftet som Nye Borgerliges officielle ungdomsparti. Ungdomspartiet havde 428 medlemmer i 2023. NBU opløste dog sig selv den 3. marts 2024 i kølvandet på opløsningen af moderpartiets folketingsgruppe.

## Økonomi
I valgåret 2019 havde Nye Borgerlige indtægter på ca. 3 mio. kr. og udgifter på knap 4 mio. kr. Af indtægterne kom 1 mio. kr. fra medlemskontingenter, godt 1 mio. kr. var offentlig partistøtte og 300.000 kr. var bidrag, heraf ca. 200.000 kr. fra privatpersoner og 76.000 kr. fra erhverv. Partiet modtog ingen enkeltbidrag på over 20.900 kr. (grænsen for oplysningspligtige beløb).